# Escuela de Grove Street
La Escuela de Grove Street es un edificio escolar histórico ubicado en el 23 de la Calle Grove en Spencer, Massachusetts. El edificio de ladrillo de 2,5 pisos fue construido en dos fases: en la primera fase en 1876, se construyó un primer piso. Llegó a sobrepoblarse para 1878, y en 1883 se construyó el segundo piso, diseñado por Fuller & Delano. Es un edificio en forma de T, cuyo cuerpo principal es un rectángulo horizontal, con un pabellón central saliente. Los tres extremos de los aguilones del techo son de capucha y están decorados con tablas de barras y soportes pesados.
El edificio fue incluido al Registro Nacional de Lugares Históricos en 1996, y fue incluido en la expansión de 2003 del Distrito Histórico del Centro de la Ciudad de Spencer.